# Giro d'Italia de 1910
Giro d'Italia de 1910 foi a segunda edição da prova ciclística Giro d'Italia (Corsa Rosa), realizada entre os dias 18 de maio e 5 de junho de 1910.
A competição foi realizada em 10 etapas com um total de 2.980 km.
O vencedor foi o ciclista Carlo Galetti. Largaram 101 competidores cruzaram a linha de chegada 20 corredores.

## Classificação final
|    | Ciclista             | País   | Pontos                   |
| -- | -------------------- | ------ | ------------------------ |
| 1  | Carlo Galetti        | Itália | 114h 24' 00s - 28 pontos |
| 2  | Eberardo Pavesi      | Itália | 46 pontos                |
| 3  | Luigi Ganna          | Itália | 51 pontos                |
| 4  | Ezio Corlaita        | Itália | 71 pontos                |
| 5  | Emilio Chironi       | Itália | 77 pontos                |
| 6  | Battista Danesi      | Itália | 87 pontos                |
| 7  | Clemente Canepari    | Itália | 102 pontos               |
| 8  | Giovanni Marchese    | Itália | 114 pontos               |
| 9  | ildebrando Gamberini | Itália | 120 pontos               |
| 10 | Giuseppe Galbai      | Itália | 132 pontos               |